# ポーランド王国・リトアニア社会民主党
ポーランド王国・リトアニア社会民主党（ポーランドおうこく・リトアニアしゃかいみんしゅとう、ポーランド語: Socjaldemokracja Królestwa Polskiego i Litwy、略称: SDKPiL） は、1893年に設立されたポーランドのマルクス主義政党。ポーランド王国社会民主党 (SDKP) などを前身とし、のちにポーランド共産党 (KPP) となった。党員で最も有名な人物としてローザ・ルクセンブルクがいた。

## 歴史

### 設立
1898年 創設。
党は、国際主義者とマルクス主義を基盤にしたグループ。
1906年4月から、ロシア社会民主労働党の自治部門になったが、イデオロギー的で組織的な自治権であった
組織は、革命を起し、プロレタリアートの規律導入、ポーランド国家独立の野望を持っていた。
ポーランド労働団体pl:Związek Robotników Polskich（ZRP）の活動家らを中心とするグループで、ポーランド社会党（PPS）の国家要請のサポートを拒否した者達だった。
結果とし、第二インターナショナル議会創立に貢献した第2プロレタリアート党（または第2プロレタリアート社会党（左派、1888 - 1893年）en:Proletariat (party)は、他3党と共にポーランド社会党PPSを結成し、ポーランド王国社会民主党SDKPを創立した。
1893年のSDKP結党は、元ポーランド労働団体と第2プロレタリアート党社会党におきポーランド国家独立では異なる立場によるものだった。この相違は、次の第二インターナショナル議会（1896年）までに一層溝が深まり、PPS代表で将来の独裁者ユゼフ・ピウスツキにローザ・ルクセンブルクは反対される事になる。
1896年、ロンドン開催の第二インターナショナル議会において、ピウスツキはPPSを代表する上でローザ・ルクセンブルクとポーランド独立に関し衝突した。

### 1899年合併
1899年、労働団体は、フェリックス・ジェルジンスキーの貢献によりリトアニア社会民主党SDKPを持っていた。そしてポーランド王国社会民主党 (SDKP) は、ポーランド王国・リトアニア社会民主党 (SDKPiL) に改名。
SDKPiLのポーランド王国・リトアニア社会民主党という名称とは裏腹に、ウラジーミル・レーニンが率いたロシア社会民主労働党（SDPRR）の分派でマルクス・レーニン主義のボリシェヴィキで活動した。

### 1903年 メンシェヴィキとボリシェヴィキの決別
1903年、SDKPiLはロンドンでロシア社会民主労働党（SDPRR）に参加。この議会で、ロシア社会主義右派メンシェヴィキと左派ボリシェヴィキの決別となった。レーニンとボリシェヴィキは、SDKPiLはポーランドで唯一のマルクス主義党と信じ、その国際主義を高く評価していた。
日露戦争と後の1905年の十月革命で弱体化するロシアを見たSDKPiLはこの原因となった件に関わった主要組織だった。ロシア皇帝国家に強硬な降人のSDKPiLは、ポーランド独立計画の籠絡におき日本と交渉する（ユゼフ・ピウスツキの）ポーランド社会党PPSとは異なった。
1906年、PPSはロシア第一革命の影響を受け親ロシア的体制に転じる。
1906年までに、SDKPiLメンバーは40,000人、ポーランド人 70%、ドイツ人 25%、ユダヤ人 5% となった。
第一次世界大戦中、国際主義派思想の反軍国主義（英:Antimilitarism）社会主義党の1915年スイス開催ツィンマーヴァルト会議（ツィンマーヴァルト運動）en:Zimmerwald Conferenceに参加した。ワルシャワ委員会は特にボリシェヴィキと親密となった。
1916年、新委員会は、党のツィンマーヴァルト運動支持派が選ばれた。
1917年、ロシアの2月革命により二重権力（en:Dual power）のロシアで、ロシア臨時政府はポーランドの自治権を容認するマニフェストを発行、攻勢する臨時政府 Petrograd Soviet （ロシア語: Петроградский Совет рабочих и солдатских депутатов, Petrogradskiy sovet rabochikh i soldatskikh deputatov）は民族自決権をSDKPiLのボリシェヴィキ派のジェルジンスキーと en:Julian Leszczyński（後のポーランド共産党KPPのスターリン主義派閥リーダー）は激しく異議を唱えた。

### 1918年　解散後
1918年終戦後、SDKPiLメンバーはヨーロッパ各地に分散し、行く先々で先導する役目に就いた。
ローザ・ルクセンブルクとレオ・ヨギヘスはルクセンブルクらが結党した革命組織スパルタクス団を母体として新設のドイツ共産党（略称:KPD）を1918年創設、幹部となった。
ローザ・ルクセンブルクは、ベルリンでドイツ革命に続いて1月蜂起を指導するが、ドイツ国防軍の残党やフライコール（義勇軍、Freicorps）との衝突で逮捕、虐殺される。革命の象徴的存在とされ、後にその思想はルクセンブルク主義とも呼ばれる。生前、レーニン批判で知られていた。
フェリックス・ジェルジンスキー、 Radek と Hanecki はロシアで十月革命に関与し、初期のロシア政府のポストに就いた。ジェルジンスキーは、
ロシア社会民主労働党に入党、ボルシェヴィキ派中央委員に就く、ロシアで秘密警察を創設。
ヤーコフ・ガネツキーは、対ボリシェビキ資金援助に関するドイツ参謀本部との秘密交渉に参画した。ロシアの革命運動を操ろうと、ドイツ参謀本部から供与資金を、アレクサンドル・パルヴス、カール・ラデックと共にスウェーデンの銀行経由でボリシェヴィキへ提供したコペンハーゲン作戦（Copenhagen operation ）の立案実行者、並びにレーニン＝ドイツ間の仲介者の1人であった。ロシア・ソビエト連邦社会主義共和国の財務人民委員部参事、ロシア共和国銀行総裁に就く。
Stanisław Pestkowski は、ロシアで Pol'kom（ポーランド人政治将校）となりロシア領土内全てのポーランド組織のロシア化に従事、ボリシェヴィキ政府（ソビエト連邦人民委員会議）で電報の将校となる。1920年、第2回コミンテルン世界会議に派遣された。ソビエト連邦共産党のキルギス支部の秘書をした。
カール・ラデックは、ロシア共産党の中央委員、コミンテルン執行部書記となる。ソビエト連邦共産党、ドイツ社会民主党、ドイツ共産党、ドイツ共産主義労働党において党員活動をした。
アレクサンドル・パルヴスは、武器輸出会社を設立、バルカン戦争で大きな利益を上げ青年トルコ党の顧問を務め、アルメニア人の虐殺に一役買ったとされる。
ヨシフ・ウンシュリフト、秘密警察組織チェーカー創設者の1人で、偽情報の流布を専門とするソ連偽情報局を創設した。チェーカー副議長、ソ連革命軍事会議副議長、労農赤軍補給部長、ソ連革命軍事会議副議長、副軍事・海事人民委員などに就く。
多くのメンバーはPPS Lewica が合併してポーランド共産党KPP（マルクス・レーニン主義とトロツキ主義）の結党前に、ポーランド労働者審議会（ポーランド語: Rady Delegatów Robotniczych w Polsce、英語：en:Workers’ Councils in Poland） の運動に関与した。

## 主要メンバー
- ローザ・ルクセンブルク - ドイツで活動したマルクス主義の政治理論家、哲学者、革命家のユダヤ系ポーランド人
- ヨシフ・ウンシュリフト - ポーランド、ソビエト連邦の活動家、官僚のユダヤ系ポーランド人
- ヤーコフ・ガネツキー - ソ連の革命家、政治家、ウラジーミル・レーニンの側近[7]、ユダヤ系ポーランド人
- フェリックス・ジェルジンスキー - ポーランド、ソ連の政治家、ポーランド系ロシア人貴族、レーニンの側近
- カール・ラデック - ソ連の政治家、ユダヤ人
- Adolf Warski - ポーランドの共産主義運動の理論家、ユダヤ人のリーダー
- ユリアン・マルフレフスキ - ポーランド人共産主義者、革命家、ドイツ・ソ連の政治家、ソ連の共産主義大学学長
- レオ・ヨギヘス - ポーランド、リトアニア、ドイツで活動したマルクス主義者、革命家のユダヤ系ポーランド人
- Stanisław Pestkowski  - ポーランド人ボリシェヴィキ、ロシアの政治将校